# Gitstapper Mühle
Die Gitstapper Mühle ist eine Wassermühle mit einem mittelschlächtigen Wasserrad.

## Geographie
Die Gitstapper Mühle hat ihren Standort am Gitstappermolenweg in Vlodrop in der Gemeinde Roerdalen in der niederländischen Provinz Limburg. Das Mühlengebäude steht auf der rechten Seite vom Rothenbach. Der Mühle vorgelagert ist ein Mühlenweiher, dessen Wasserspiegel bei 33 m ü. NN liegt. Oberhalb der Gitstapper Mühle liegen die Dalheimer Mühle, die Rödgener Mühle (1803–1899) und die Helpensteiner Mühle (14./16. Jahrhundert).

## Gewässer
Der Rothenbach hat seinen Ursprung im Helpensteiner Bach, der in der Nähe des Siemens-Prüfcenters an der Friedrich-List-Allee seine Quelle hat. Die Quellhöhe liegt bei 84 ü. NN. Der Helpensteiner Bach durchfließt auf seinem Weg den Rödgener Burgweiher, auch Rakyweiher genannt, und versorgte bis 1899 die Dalheimer Mühle über ein oberschlächtiges Mühlrad mit Wasser. Der weitere Bachverlauf führt durch waldreiches Gebiet bis hin zur Dalheimer Mühle, wo der Helpensteiner Bach den vorgelagerten Mühlenteich durchfließt und hinter der Mühle als Rothenbach auf einer Strecke von 5,5 km den Grenzverlauf zwischen den Niederlanden und Deutschland bildet. Auf seinem Weg wird die Gitstapper Mühle mit Wasser versorgt, bevor der Rothenbach bei Vlodrop auf niederländischem Gebiet als „Rode Beek“ in die Rur fließt. Die Mündungshöhe liegt bei 28 m ü. NN.

## Geschichte
Die Gitstapper Mühle hat schon 1377 ihre erste  Erwähnung und gehörte dem Herrn von Vlodrop. Die Freiheiten in Wassenberger Land kamen der Gitstapper Mühle zugute, denn der Gitstapper Müller aus dem Geldrischen durfte ungehindert auch auf der Jülicher Seite sein Mahlgetreide holen. Das heutige Mühlengebäude wurde 1750 als Steingebäude errichtet. Die Mühle wurde als Mahl- und Ölmühle betrieben. Anfang des 20. Jahrhunderts war die Mühle in einem schlechten Zustand, so dass 1918 der Betrieb der Ölmühle eingestellt wurde. 1987 kauft die Gemeinde das Gebäude, stellt es unter Denkmalschutz (Rijksmonument Nr. 37867) und restaurierte die Mühle und das Gebäude. Das Objekt wurde 1988 als Schau- und Museumsmühle mit zwei Funktionen als Wasser- und Elektromühle wieder eröffnet.

## Galerie

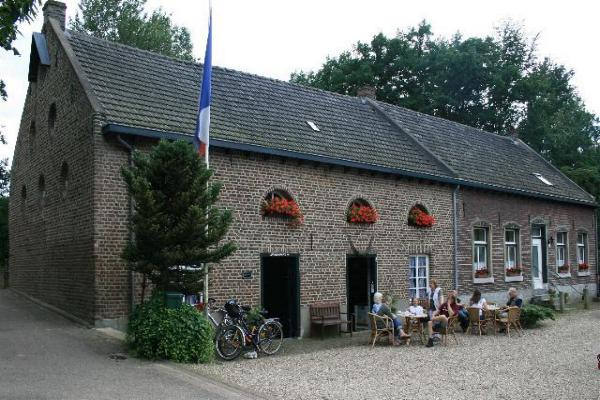
Mühlengebäude
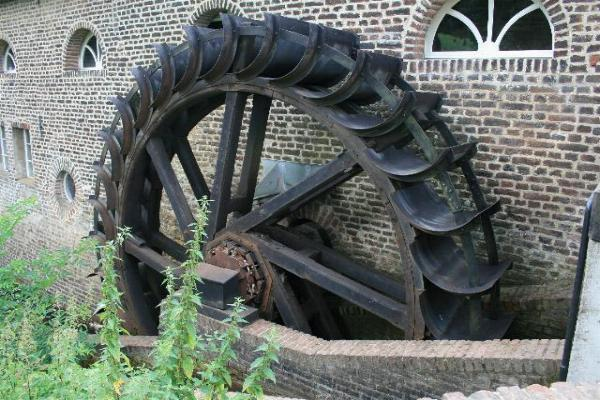
Mühlrad der Gitstapper Mühle
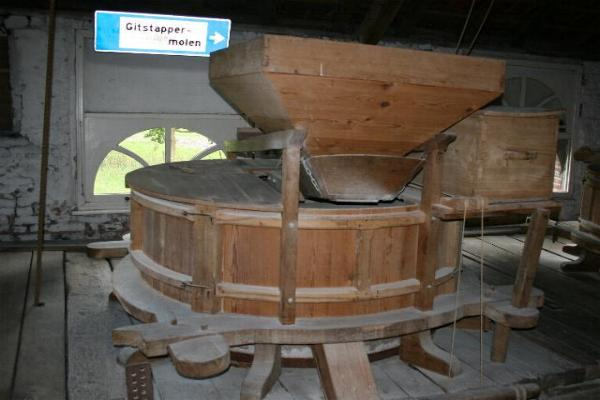
Kornmühle der Gitstapper Mühle
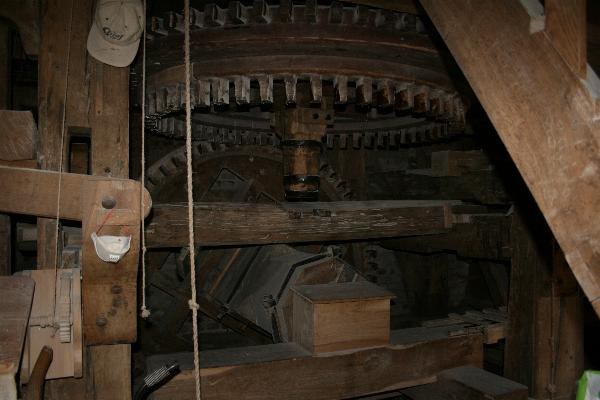
Das Königsrad der Gitstapper Mühle
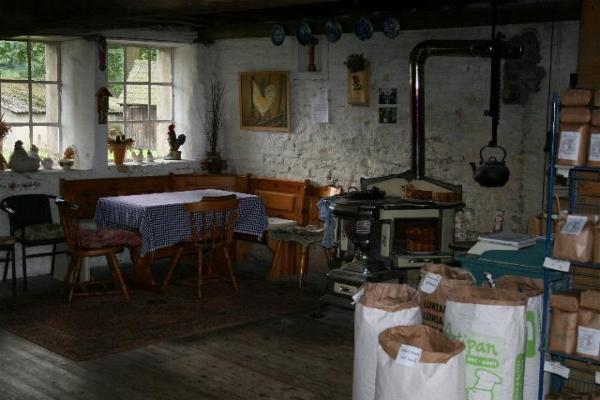
Küchenkammer der Gitstapper Mühle
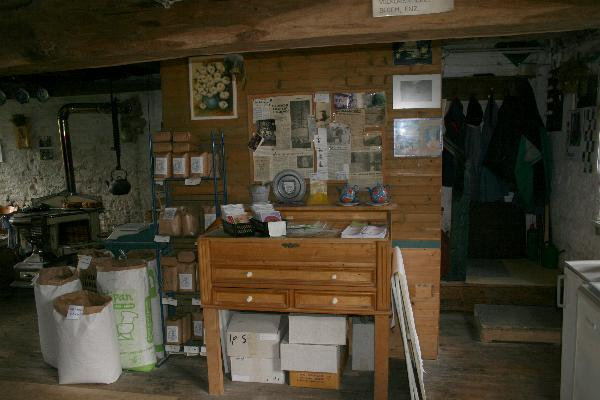
Mühlenkammer in der Gitstapper Mühle
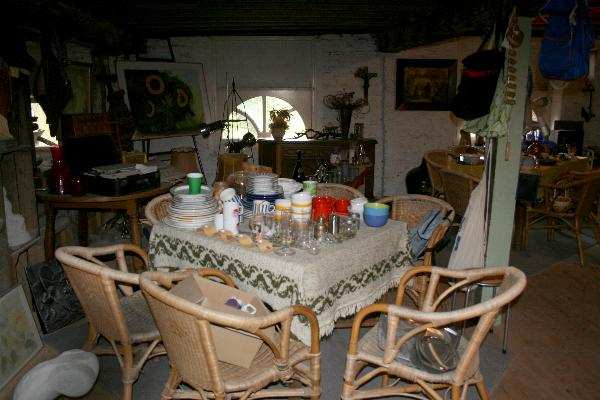
Ausstellungsraum in der Gitstapper Mühle